# Адріан Регаттен
Адріан Регаттен (фр. Adrien Regattin, нар. 22 серпня 1991, Шампіньї-сюр-Марн) — марокканський та французький футболіст, півзахисник клубу «Тулуза»,  останнім клубом якого був «Акхісар Беледієспор» влітку 2019.

## Клубна кар'єра
Народився в передмісті Парижа Шампіньї-сюр-Марн у родині француза та франко-марокканки (його бабуся родом з Ерфуда). Почав займатися футболом у рідному місті у віці 8 років, однак незабаром його батьки розлучилися, і Адріан поїхав з матір'ю до Монпельє та приєднався до академії однойменного клубу. У 14-річному віці його відрахували з клубної академії як неперспективного, і Регаттен перейшов до школи футбольного клубу «Сет».
У «Сеті», що виступав в третьому дивізіоні, Адріан і почав свою професійну кар'єру 2009 року. За цей клуб франко-марокканець провів 7 матчів, двічі вийшовши у стартовому складі та п'ять разів з'явившись на заміну. Після закінчення сезону 2008/09 клуб був оголошений банкрутом та переведений у нижчі дивізіони Франції, гравцям було надано статус вільних агентів.
У червні 2009 року Регаттен приєднався до «Тулузи». У новому клубі Адріан дебютував 13 грудня 2009 року в матчі проти «Монпельє», вийшовши на заміну. Більшу частину сезонів 2009/10 і 2010/11 марокканець провів, виступаючи за резервну команду «Тулузи» та зрідка виходячи на заміну в матчах основної команди.
В сезоні 2011/12 Адріан став регулярно з'являтися на полі в іграх Ліги 1. У другому турі він провів перший матч у стартовому складі «Тулузи». А вже в наступному турі Адріан відкрив рахунок забитим голам в команді. Всього в тому році Регаттен провів у чемпіонаті 21 матч і відзначився двічі. В наступному сезоні його показники збільшилися — 27 ігор, 3 голи. Протягом наступних сезонів він продовжував регулярно виступати за клуб, загалом провівши за «Тулузу» з 2009 по 2016 роки 163 матчі в усіх змаганнях та забивши 11 голів.
Після завершення контракту з «Тулузою» влітку 2016 переїхав до Туреччини, де приєднався до «Османлиспора». Його зацікавили спортивний проект (клуб грав у Лізі Європи), фінансова сторона й якість життя (зокрема, можливість вільно практикувати іслам). За два роки провів 80 матчів за клуб з Анкари в усіх змаганнях та забив 9 голів.
За підсумками сезону 2017/18 турецький клуб вибув до другого дивізіону, і Регаттен змінив клуб, перейшовши 31 серпня 2018 до клубу «Акхісар Беледієспор», який того сезону теж кваліфікувався до Лізі Європи. За цей клуб він провів 36 матчів у всіх змаганнях та забив 5 голів. Втім, за підсумками сезону 2018/19 нова команда Адріана понизилася в класі, і той залишив клуб.
Без клубу з літа 2019, станом на січень 2020 Регаттеном цікавляться команди з Саудівської Аравії та клуб Ліги 2 «Кан».

## Виступи за збірну
2010 року провів один матч у складі юнацької збірної Франції (U-19).
Попри те, що Адріан грав за юнацьку збірну Франції, 2012 року вирішив виступати за збірну Марокко. 14 листопада Регаттен провів перший матч за збірну, вийшовши на заміну в товариській зустрічі з командою Того